# Александър Алберт Маунтбатън
Лорд Александър Алберт Маунтбатън (23 ноември 1886 – 23 февруари 1960) е британски офицер и аристократ – принц от рода Батенберг (Маунтбатън), първи маркиз на Карисбрук, член на британското кралско семейство и внук на кралица Виктория.

## Живот
Роден е на 23 ноември 1886 в Уиндзор, Великобритания, като принц Александър Алберт Батенберг. Той е най-възрастният син на принц Хайнрих фон Батенберг (брат на княз Александър Батенберг) и на принцеса Беатрис (дъщеря на кралица Виктория).
Образованието си получава в елитния Уелингтън колидж в Бъркшър и в Британския кралски военноморски колеж в Дартмът.
Между 1902 и 1908 служи в кралския флот. През 1909 г. постъпва в британската армия с чин втори лейтенант от Гренадирския полк. През 1913 г. е повишен в ранг лейтенант, а през 1915 г. получава капитански чин. През юни 1919 г. е зачислен в основния офицерския резерв и се оттегля от активна служба във войската.
През Първата световна война семейството му заменя германската си фамилия Батенберг с английската – Маунтбатън. Александър приема английската благородническа титла сър и започва официално да се нарича сър Александър Маунтбатън. На 7 ноември 1917 г. сър Александър Маунтбатън е обявен с кралски указ за маркиз на Карисбрук, граф на Бъркамстид и виконт на Ланстън.
През 1941 г., по време на Втората световна война, Александър Маунтбатън постъпва на активна служба в Кралските военновъздушни сили, от които се уволнява като полетен лейтенант на 21 май 1945 г.
На 19 юли 1917 г. в Кралската капела на двореца Сейнт Джеймс маркиз Карисбрук се жени за лейди Айрин Денисън (4 юли 1890 – 16 юли 1956), единствена дъщеря на графа на Ландсборо. Двамата имат една дъщеря: лейди Айрис Виктория Беатрис Грейс Маунтбатън (13 януари 1920 – 1 септември 1981). Въпреки това в публикуваните мемоари на английския фотограф и дизайнер Сесил Битън се твърди, че в зрелите си години маркизът на Карисбрук поддържал дългогодишна любовна връзка с мъж на име Саймън Флийт.
Не получавайки държавна издръжка, сър Александър Маунтбатън става първият член на кралското семейство, който работи в търговския сектор. Първоначално започва работа като служител в местна кантора на банкерите Лазар. По-късно работи в компания за управление на недвижими имоти. Става директор на Ливър Брадърс и няколко други известни корпорации.
Лорд Александър Маунтбатън умира през 1960 г. на 73-годишна възраст в двореца Кенсингтън. Погребан е в гробницата на Батенберг в катедралата „Сейнт Милдред“ на о-в Уайт. Той е последният внук на кралица Виктория. След смъртта му титлата Маркиз на Карисбрук остава овакантена.

## Ордени и отличия
Носител е на няколко Британски и чуждестранни ордени и отличия::
- Великобритания:

 Ордена на банята: рицар на големия кръст (1927);
 Кралски викториански орден: рицар – командир на големия кръст (1910);
 Кралски викториански орден: рицар на големия кръст (1911)
 Ордена на Свети Йоан: бейлиф на големия кръст.
- Испания:

 Орден на Карлос III, голям кръст (1918)
 Орден за морски заслуги четвърта степен
- Белгия:

 Орден на Леополд с мечове
- Русия:

 Орден „Свети Александър Невски“
 Орден „Свети Владимир“ четвърти разряд, с мечове (1917)
- Египет:

 Орден на Нил
- Румъния:

 Орден на короната
- Франция:

 Военен кръст с палми